# جنگ گمرکی
جنگ گمرکی (انگلیسی: Customs war) یک گونه از جنگ اقتصادی بین دو یا چند کشور است که در آن یک دولت بر کالاهای کشور دیگر تعرفه وارداتی یا مالیات گمرکی وضع می‌کند تا با افزایش قیمت، توان رقابتی آن کشور کاهش یابد.
نمونهٔ جنگ گمرکی در تاریخ مدرن بین جمهوری دوم لهستان و آلمان (جمهوری وایمار) روی داد که در آن آلمان با افزایش تعرفه وارداتی زغال‌سنگ و آهن لهستان تلاش داشت این کشور را مجبور کند که برخی اراضی اشغال‌شده پس از جنگ جهانی اول را بازپس دهد.
سازمان تجارت جهانی برای جلوگیری از روی دادن جنگ‌های گمرکی، که به باور محققان برای اقتصاد جهانی مضرند تأسیس شده‌است.